# باغ حسن سلامي (قرية الخير)
باغ حسن سلامي (بالفارسية: باغ حسن سلامی) هي منطقة سكنية تقع في إيران في فارس.